# Amerikaans voetbalkampioenschap 1986
In 1986 werd het tweede seizoen van Western Soccer Alliance gespeeld. Hollywood Kickers werd voor de eerste maal kampioen.

## Eindstand
| Plaats | Club                 | Wed. | W | G | V | DV | DT | Ptn |
| ------ | -------------------- | ---- | - | - | - | -- | -- | --- |
| 1.     | Hollywood Kickers    | 14   | 8 | 2 | 4 | 21 | 13 | 28  |
| 2.     | FC Portland          | 14   | 6 | 6 | 2 | 20 | 19 | 20  |
| 3.     | FC Seattle           | 14   | 6 | 6 | 2 | 19 | 22 | 20  |
| 4.     | Los Angeles Heat     | 14   | 4 | 5 | 5 | 15 | 14 | 17  |
| 5.     | San Diego Nomads     | 14   | 4 | 6 | 4 | 18 | 20 | 16  |
| 6.     | San Jose Earthquakes | 14   | 3 | 7 | 4 | 23 | 32 | 13  |
| 7.     | Edmonton Brickmen    | 14   | 3 | 8 | 3 | 18 | 28 | 12  |

## Individuele prijzen
| Prijs                | Naam                | Team              |
| -------------------- | ------------------- | ----------------- |
| Most Valuable Player | Paul Caligiuri      | San Diego Nomads  |
| Topscorer            | Brent Goulet (9)    | FC Portland       |
| Doelman van het jaar | Loranzo Caccialanza | Hollywood Kickers |